# Stichting Historisch Boerderij-Onderzoek

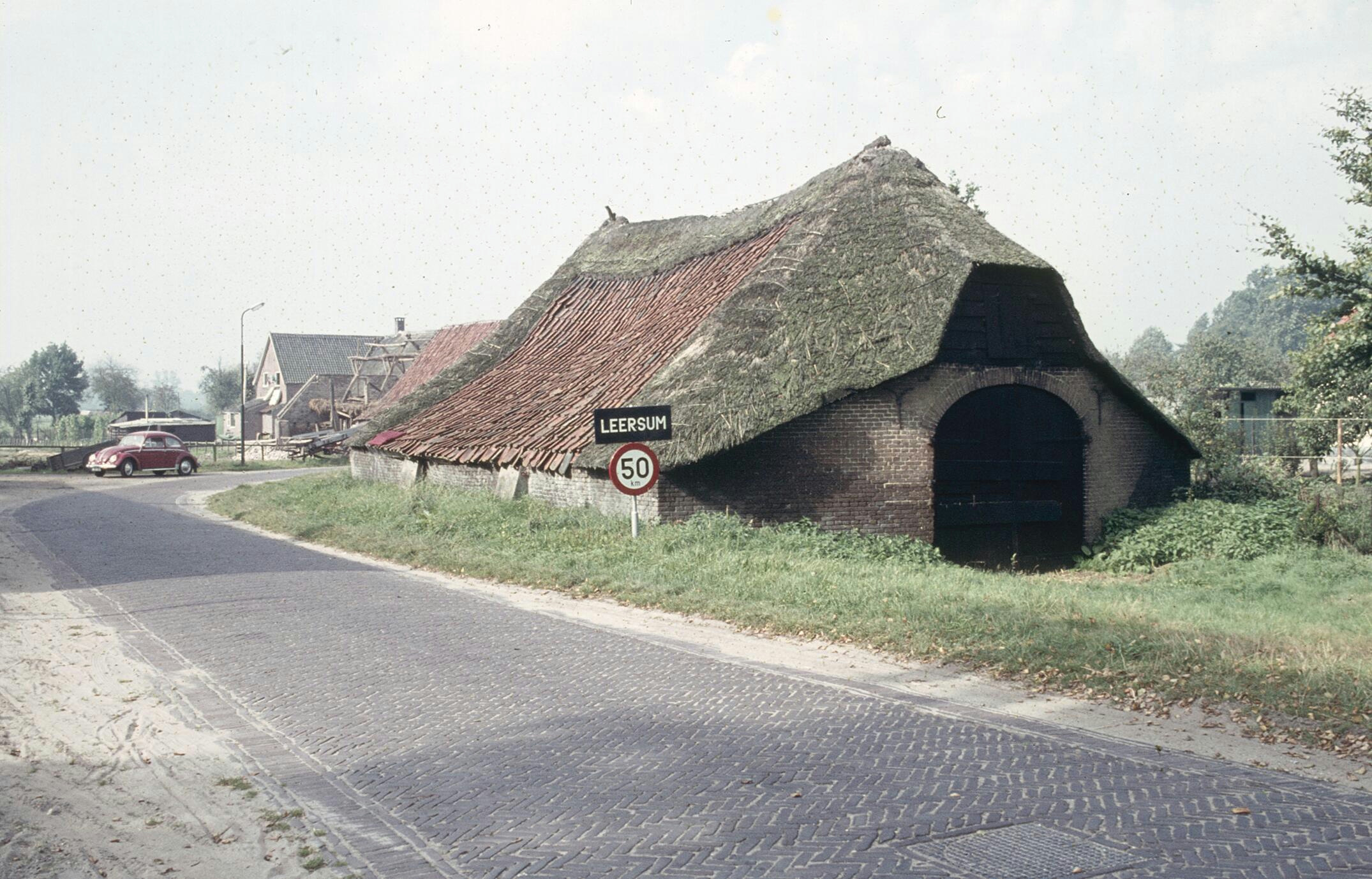
Foto van een oude boerderij te Leersum, gemaakt in 1966 door een fotograaf van SHBO

De Stichting Historisch Boerderij-Onderzoek (SHBO) was een Nederlandse stichting die tussen 1960 en 2007 fungeerde als kenniscentrum voor Nederlandse plattelandscultuur en landelijke bouwkunst, met name historische boerderijen. De SHBO werd in 1960 opgericht en was gehuisvest op het terrein van het Nederlands Openluchtmuseum (NOM) in Arnhem. Zij ontving subsidie van het Ministerie van Onderwijs, Cultuur en Wetenschap (OCW). Als documentatiecentrum bouwde de stichting een omvangrijke collectie boeken en een verzameling foto's, tekeningen en bouwtekeningen op. Daarnaast verzorgde de SHBO tal van wetenschappelijke publicaties die in samenwerking met verschillende uitgeverijen, waaronder stichting Matrijs, werden uitgegeven.
Naast het verzorgen van documentatie bracht de SHBO waardestellende of adviserende rapportages uit en informeerde een breed publiek over landelijke bouwkunst. Hieraan was behoefte omdat door de snelle ontwikkelingen in de landbouw veel boerderijen niet meer aan moderne eisen konden voldoen, werden gesloopt of rigoureus verbouwd. De SHBO verrichtte ook tegen betaling bouwhistorisch onderzoek. In 2003 was de SHBO initiator van het Jaar van de Boerderij. In 2007 werd de SHBO opgeheven. Het foto- en tekeningenarchief werd overgedragen aan de Rijksdienst voor het Cultureel Erfgoed. De voorraad publicaties werd overgenomen door enkele oud-medewerkers die onder de naam Boerderijboekwinkel de verkoop voortzetten.